# Samuel Desjardins
Pour l’article homonyme, voir Desjardins.
Samuel Desjardins (25 juillet 1852-4 décembre 1924) est un médecin et homme politique canadien.

## Biographie
Né à Sainte-Thérèse dans le Canada-Est, Samuel Desjardins étudie au Collège Sainte-Thérèse de Blainville. Il entame sa carrière politique en servant comme maire de Sainte-Thérèse-de-Blainville.
Élu député du Parti libéral du Canada dans la circonscription fédérale de Terrebonne lors de l'élection partielle déclenchée après la démission de Raymond Préfontaine, Desjardins est ensuite réélu en 1904. En 1911, il est défait par le conservateur Wilfrid Bruno Nantel.